# McDonnell Douglas DC-10
Pour les articles homonymes, voir DC-10.
Le McDonnell Douglas DC-10 est un avion tri-réacteur long-courrier produit entre 1968 et 1989 par le constructeur aéronautique américain McDonnell Douglas.
Le DC-10 est le successeur du long-courrier Douglas DC-8. Son premier vol a lieu le 29 août 1970 avant sa mise en service par American Airlines le 5 août 1971. Sa production cesse en 1989 après un total de 386 exemplaires sortis d'usine ainsi que de 60 KC-10, un modèle ravitailleur construit pour l'US Air Force. Il est remplacé en 1990 par le McDonnell Douglas MD-11.

## Conception et développement

### Contexte historique

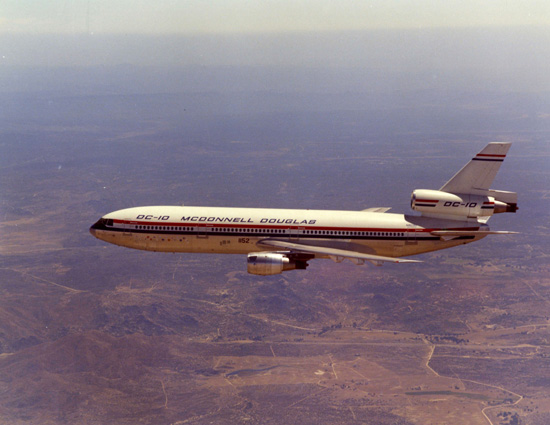
Le premier McDonnell Douglas DC-10 en vol.

Au début des années 1960, les constructeurs aéronautiques réfléchissent aux nouveaux développements à lancer à la suite de la première génération d'avions commerciaux à réaction représentés par le Boeing 707 et le Douglas DC-8. Plusieurs options s'offrent à eux : développer un appareil supersonique, qui était une technologie prometteuse à l'époque, ou construire des avions traditionnels, de plus grande capacité.
Cette seconde option fut largement encouragée en 1964, par l'appel d'offres de l'U.S. Air Force pour un avion de grosse capacité, le CX-HLS (Cargo Experimental - Heavy Logistics System), destiné à remplacer les Douglas C-133 Cargomaster. La Douglas Aircraft Company, Boeing et Lockheed se lancèrent chacun dans ce projet, ce qui aboutit à la victoire de Lockheed en 1965 et la naissance du Lockheed C-5 Galaxy. Cet appel d'offres laisse Douglas perdant aux côtés de Boeing, malgré d'importants investissements. Afin de réutiliser une partie du travail dans un projet d'avion commercial, la Douglas Aircraft Company étudie différents projets, dont des très gros-porteurs à deux étages sous les noms de code de D-918 puis D-950 et D-952. Boeing fera de même, et son travail sur le CX-HLS débouchera sur le lancement du Boeing 747. 
Bien que souhaité par la Pan American World Airways, le Boeing 747 est jugé trop gros par de nombreuses compagnies. En avril 1966, American Airlines lance un appel d'offres pour un appareil long-courrier plus petit que le Boeing 747 afin qu'il puisse décoller depuis des pistes plus courtes, comme celle de l'aéroport de New York-LaGuardia. D'une capacité d'environ 250 places, l'appareil devait pouvoir atteindre une vitesse de croisière de 0,82 mach ainsi qu'une autonomie de 1 850 milles nautiques (3 482 km).

### Travail de conception

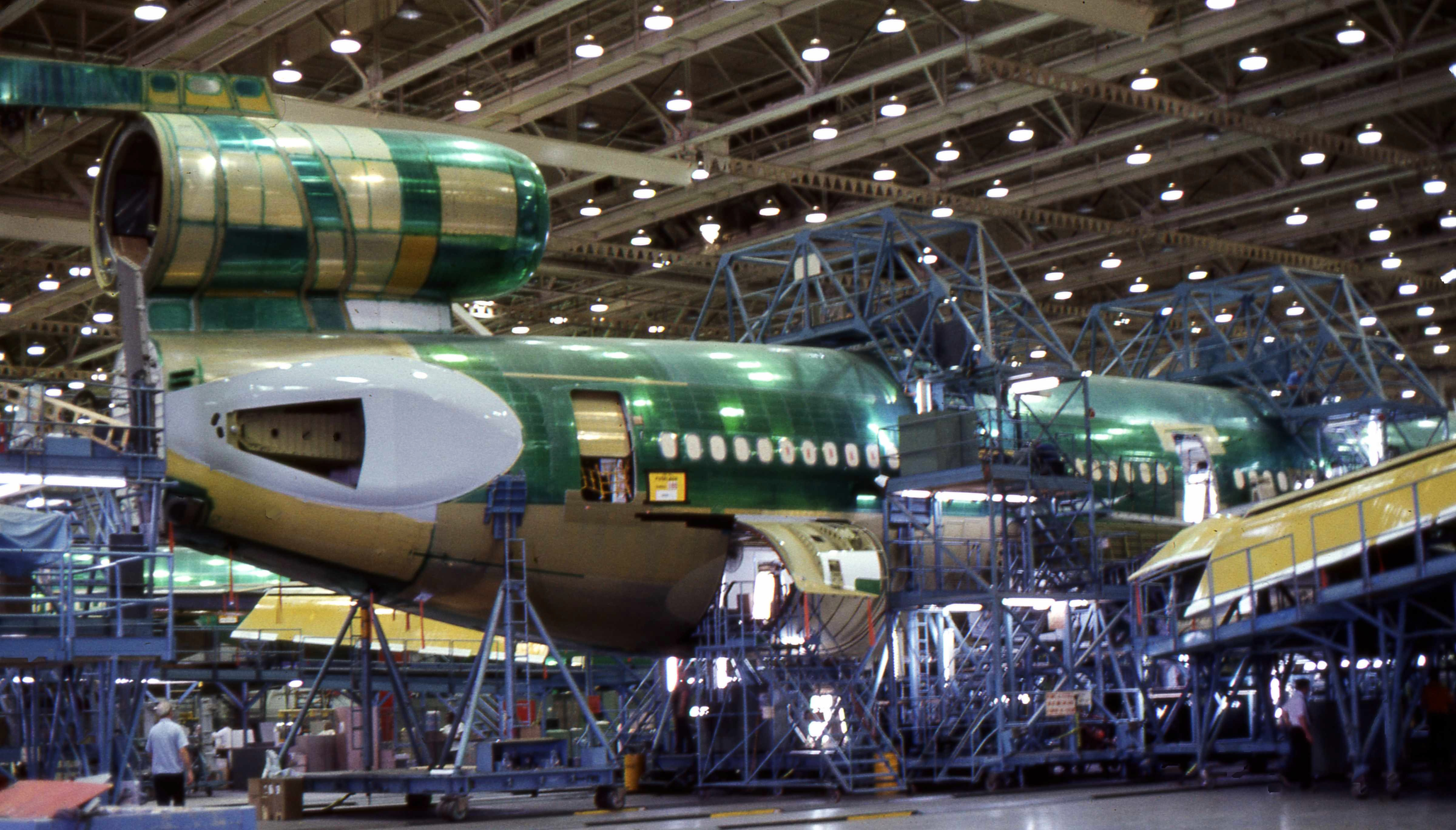
Assemblage d'un avion de ligne McDonnell Douglas DC-10 à l'usine de Long Beach en août 1974.

La Douglas Aircraft Company, tout comme Lockheed, décide de répondre à la demande d'American Airlines et lance divers designs, les D-966, D-967 et D-968, respectivement avec deux, trois et quatre moteurs. Le 28 avril 1967, la Douglas Aircraft Company fusionna avec McDonnell Aircraft Corporation, pour former la nouvelle société McDonnell Douglas. Le développement du projet continue après la fusion, et aboutit à la sélection de la version tri-réacteurs, le D-967, ensuite renommé DC-10A. Le 19 février 1968, American Airlines place une commande de 25 DC-10 + 25 autres en option, au détriment de son rival, le Lockheed L-1011 TriStar. Le 25 avril 1968, United Airlines commande 30 unités + 30 autres en option, permettant officiellement la confirmation du programme.
La production commence à Long Beach (Californie, États-Unis), où le 1er vol est effectué le 29 août 1970 par un DC-10-10. Le modèle reçu sa certification auprès de la Federal Aviation Administration le 29 juillet 1971, après 929 vols d'essai d'une durée totale de 1 500 heures réparties entre cinq avions. Le même jour, les deux premiers DC-10 furent livrés à leurs premiers clients : American Airlines et United Airlines.

### Carrière commerciale

#### Entrée en service
Le 1er vol commercial est une liaison entre Los Angeles et Chicago effectuée le 5 août 1971 par American Airlines, utilisant l'appareil N103AA, le 5e DC-10 construit. United Airlines inaugura ses vols commerciaux le 14 août 1971 entre San Francisco et Washington avec l'appareil N1802U. Les DC-10 d'American Airlines avaient 206 sièges tandis que d'United Airlines en possédaient 222. Les livraisons se succédèrent rapidement auprès d'autres compagnies, et le DC-10 est un appareil communément déployé sur les lignes intérieures aux États-Unis dans les années 1970.

#### Extension de la gamme

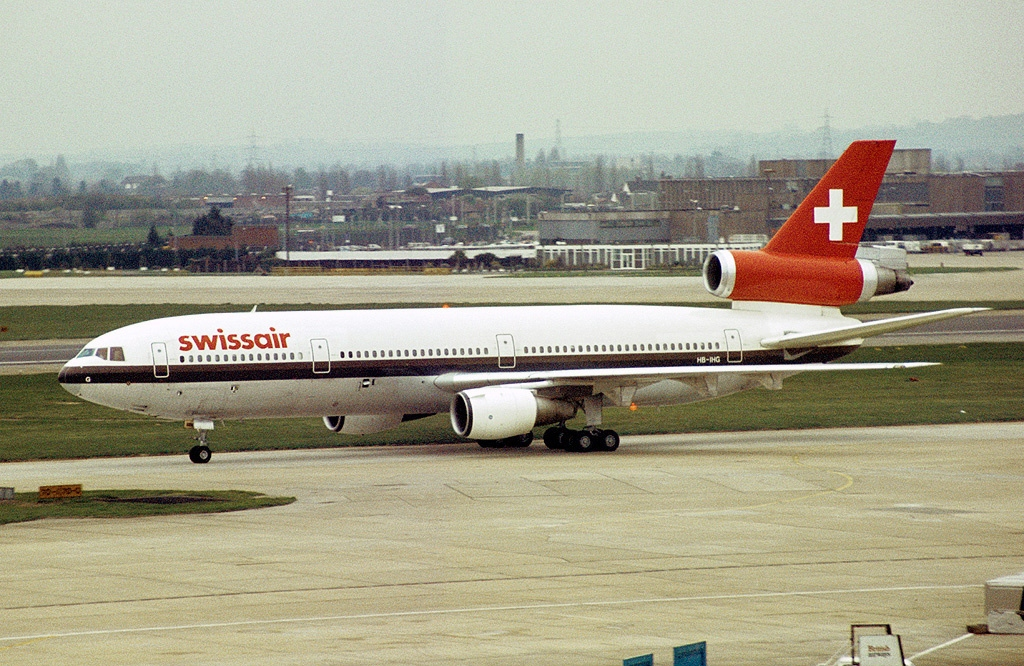
DC-10-10 de la Swissair en 1983 à Londres-Heathrow.

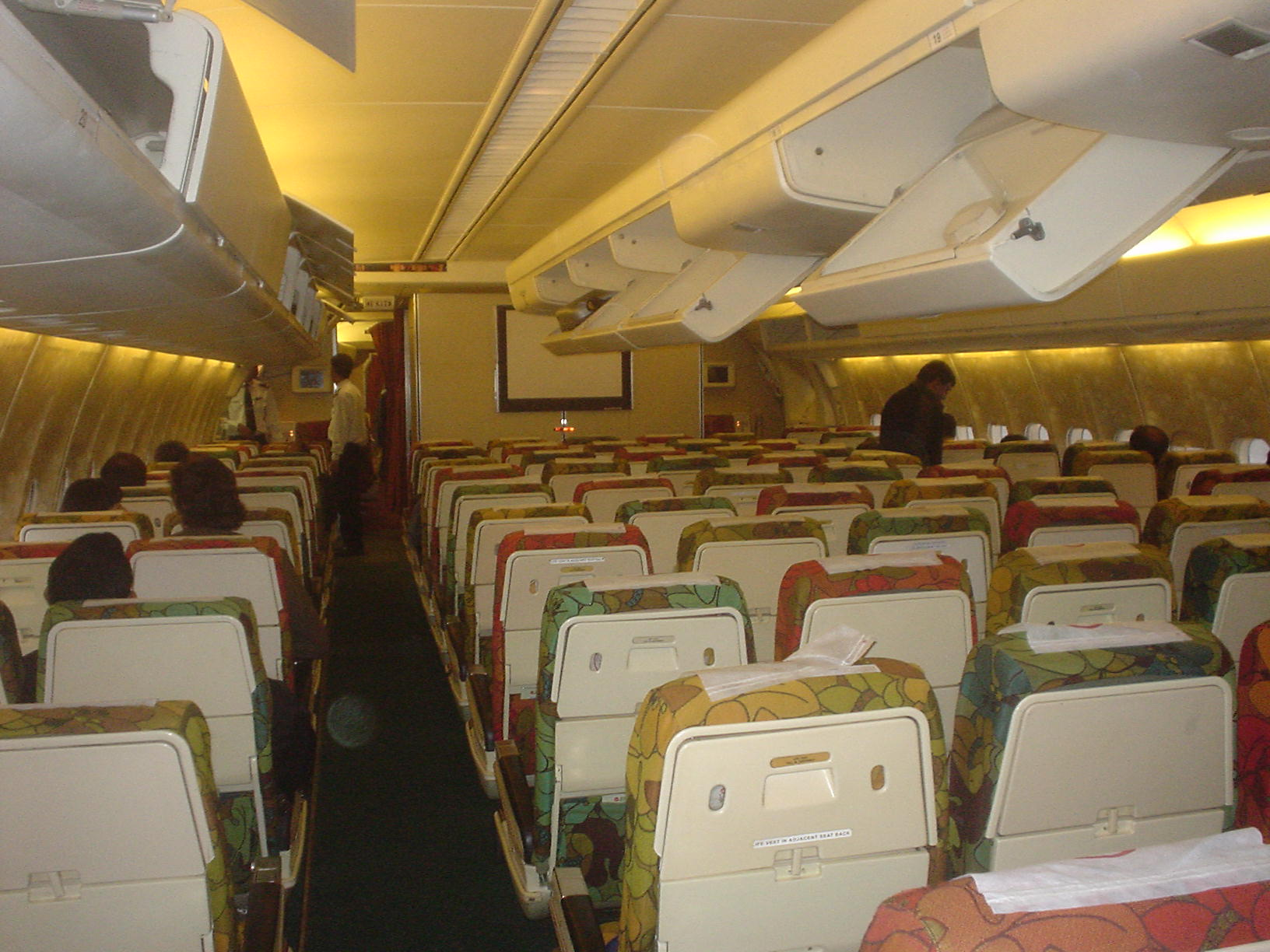
Classe économique d'un DC-10 de Biman Bangladesh Airlines.

Afin de répondre à des besoins variés, plusieurs versions de l'appareil sont développées au fil du temps :
- Les DC-10-10 et DC-10-15, les versions originales.
- Les DC-10-30 et DC-10-40, des modèles intercontinentaux aux rayons d'action plus élevé.
- Les modèles CF (convertible passager et cargo) et F (cargo) ont été produits avec un plancher renforcé et une grande porte cargo permettant d'embarquer jusqu’à 30 palettes 463 l[6].
- Le KC-10A est un développement militaire destiné au ravitaillement en vol pour l’USAF.
- Le MD-10, une mise jour retrofit des DC-10 déjà produits, qui permet de bénéficier du nouveau cockpit des MD-11.

Devant l'offensive de Boeing et Airbus sur le segment 200 passagers, de nouveaux développements sont à l'étude dans les années 1970, comme une version raccourcie avec seulement deux moteurs (le moteur central étant supprimé). Cette version nommée DC-10 Twin, avec un rayon d'action de 4 000 km et une capacité de 236 passagers, était prévue pour 1975. McDonnell Douglas renonce finalement au projet, par peur de cannibaliser le DC-10-10 et sous-estimant la menace qu'allait constituer le tout nouvel Airbus A300.
McDonnell Douglas étudie aussi des versions rallongées destinées à transporter 300 à 500 passagers sans que ces dernières ne sont concrétisées. 

#### Ventes et déclin
Lors de son entrée en service le 29 juillet 1971, le programme avait totalisé 120 commandes de 19 compagnies mondiales. La carrière du DC-10 débute dans un bas de cycle du marché aérien, les livraisons mondiales d'avions avaient baissé drastiquement de 724 en 1968 à seulement 246 en 1972. Par ailleurs, il est en compétition directe avec le Lockheed L-1011 TriStar, un autre tri-réacteur entré en service en 1972. La guerre des prix qui s'ensuit rend le programme difficilement profitable.
L'image du DC-10 est lourdement entachée par plusieurs accidents aériens qui soulignèrent des défauts de conception, notamment de la porte cargo. Ce défaut provoque des accidents mortels comme ceux du vol American Airlines 96 en 1972 et du vol Turkish Airlines 981 qui tua 346 personnes en 1974. À la suite de l'accident du vol American Airlines 191 en 1979, l'avion voit sa certification retirée et il est banni de l'espace aérien américain par la Federal Aviation Administration pendant cinq semaines. L'enquête pointe la cause de l'accident dans des procédures de maintenance des moteurs non approuvées par McDonnell Douglas, et pourtant pratiquées par American Airlines, United Airlines et Continental Airlines. Cet accident aérien, le plus meurtrier qu'avaient connu les États-Unis à l'époque, cause la mort des 271 occupants de l'avion et de deux personnes au sol. Il fut aussi l'un des premiers filmés puis montrés à la télévision, et a un fort impact sur la réputation du DC-10 auprès du grand public. Une fois réautorisé à voler par la Federal Aviation Administration, McDonnell Douglas estima que 10% des passagers évitaient le DC-10. Signe révélateur de la défiance vis-à-vis du DC-10, American Airlines, dont la livrée arborait la dénomination « DC-10 Luxury Liner » à l'avant de ses DC-10, retire même la mention de « DC-10  » pour afficher uniquement « Luxury Liners ». Afin de réhabiliter le DC-10 auprès du grand public, McDonnell Douglas fait appel à un ancien astronaute de la NASA, Charles Conrad, afin de mener une campagne médiatique en faveur de l'appareil. 
En septembre 1979, les DC-10 en service dans le monde avaient transporté 233 millions de passagers. À cette date, McDonnell Douglas avait reçu 346 commandes fermes pour le DC-10, mais la carrière commerciale du DC-10 ne se relèvera jamais de la catastrophe du vol American Airlines 191, d'autant que la conjoncture sur le marché aérien se dégradait. En mai 1981, le programme avait totalisé 386 commandes, approchant de son point de rentabilité fixé à 400 appareils. Selon les analystes, McDonnell Douglas avait besoin de quinze commandes par an pour préserver la rentabilité du programme ; seulement dix commandes sont signées en 1980, puis six au total entre 1981 et 1982. Outre sa réputation, le DC-10 fut affecté par l'arrivée d'avions bi-réacteurs plus économiques, et la concurrence du Boeing 747, mieux adapté aux restrictions de créneaux aéroportuaires de l'époque, notamment pour les compagnies asiatiques. Les chaînes de production sont alors occupées principalement par la production des 60 KC-10 Extender commandés par l'United States Air Force depuis 1977.

#### Arrêt du programme
Devant un nombre de commandes en déclin depuis plusieurs années, McDonnell Douglas annonca en août 1983 l'arrêt de la production du DC-10. En 1986, McDonnell Douglas lança le programme MD-11 prévu pour succéder au DC-10 dont le dernier exemplaire sera livré en 1989 à Nigeria Airways. Les DC-10 furent retirés de la majorité des flottes au cours des années 1990 et 2000. Le dernier vol passager est effectué le 20 février 2014 par Biman Bangladesh Airlines. Depuis cette date, il est encore utilisé dans ses variantes militaires, et par les compagnies aériennes cargo, comme FedEx Express, qui possède désormais la plus grande flotte civile en activité.

## Versions

### Variantes originales

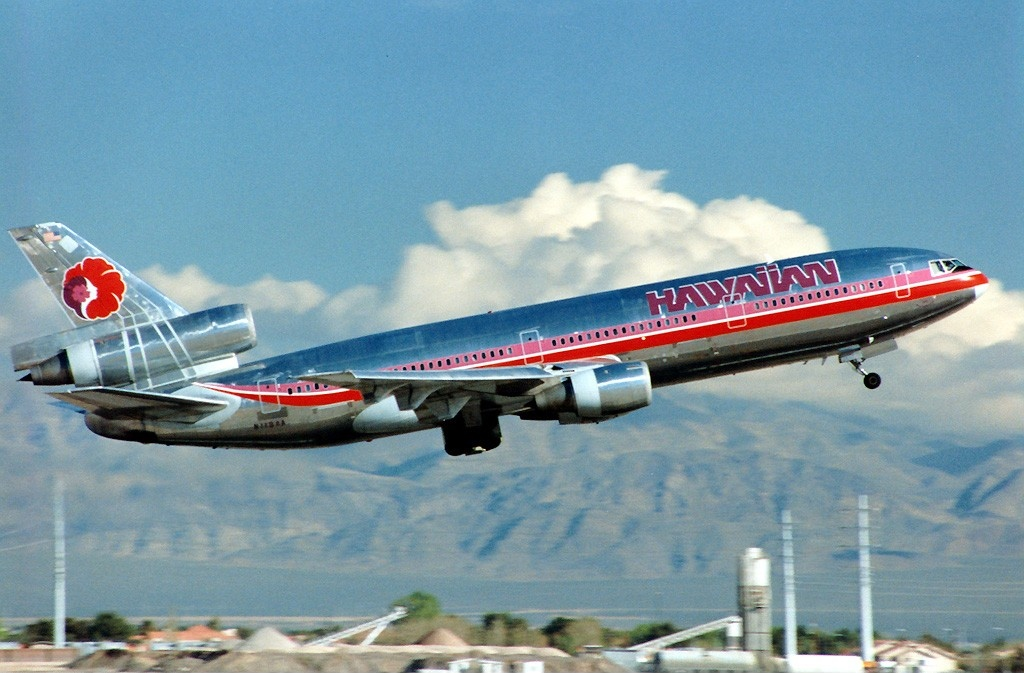
Un DC-10-10 de Hawaiian Airlines au décollage.

Les versions originales du DC-10 furent optimisées pour des vols transcontinentaux.

#### DC-10-10
Le DC-10-10 est la version originale de l'appareil, produite de 1970 à 1981 à 122 exemplaires. Elle est équipée de moteurs General Electric CF6-6 de 178 kN (18 144 kgp, 40 000 livres de poussée). Ses principaux opérateurs furent United Airlines, American Airlines, Hawaiian Airlines et Delta Airlines. Le dernier, construit en 1978, est retiré début 2021 après avoir été converti en avion cargo version MD-10.

#### DC-10-10CF
Le DC-10-10CF (Convertible Freighter) est une version convertible passager/fret du -10. Neuf unités furent produites, huit pour Continental Airlines et une pour United Airlines.

#### DC-10-15
Le DC-10-15 est une version conçue pour les aéroports dits « hot and high ». Les DC-10-15 sont des versions -10 équipées des moteurs CF6-45B2 de 206,9 kN (21 092 kgp, 46 500 lb st). Quatre appareils furent commandés par Aeromexico et Mexicana durant l’été de 1979. Au total, 7 unités seront produites entre 1981 et 1983.

### Variantes intercontinentales

DC-10-30 d'Iberia.

#### DC-10-30
Le DC-10-30 est une version long-courrier équipée de moteurs CF6-50 : des CF6-50A de 218 kN (22 226 kgp, 49 000 livres de poussée), CF6-50C ou CF6-50H de 227 kN (23 133 kgp, 51 000 livres de poussée) ou CF6-50C1/C2 de 233,5 kN (23 814 kgp, 52 500 livres de poussée). Par rapport à la version -10, la version -30 dispose d'un réservoir de plus grande capacité et d'une jambe supplémentaire de train d’atterrissage comprenant deux roues pour pallier l’augmentation de la masse totale. L’envergure est accrue de 3,05 m. Cette version, particulièrement populaire auprès des compagnies européennes, fut la plus produite avec 163 unités fabriquées entre 1972 et 1988. KLM et Swissair furent les clients de lancement, avec cette dernière qui effectua le 1er vol commercial le 15 décembre 1972.

#### DC-10-30CF
Le DC-10-30CF (Convertible Freighter) est une version convertible passager/fret du -30. Vingt-sept unités furent produites.

#### DC-10-30ER
Le DC-10-30ER (Extended Range) est une version longue autonomie du -30, équipée de moteurs CF6-50C2B (24 495 kgp, 54 000 livres de poussée) ainsi que d'un réservoir supplémentaire dans le compartiment cargo. Son autonomie atteint 10620 km, soit environ 960km de plus que la version -30. Le 1er exemplaire fut livré à Finnair en 1981 pour sa ligne Helsinki-Tokyo. Au total, 6 appareils furent construits ainsi que 5 convertis (des versions -30 en -30ER).

#### DC-10-30AF
Le DC-10-30AF (All Freight), plus connu en tant que DC-10-30F, est une version exclusivement fret du -30. Le 1er exemplaire est livré à Federal Express en 1986. 

#### DC-10-40 (initialement DC-10-20)

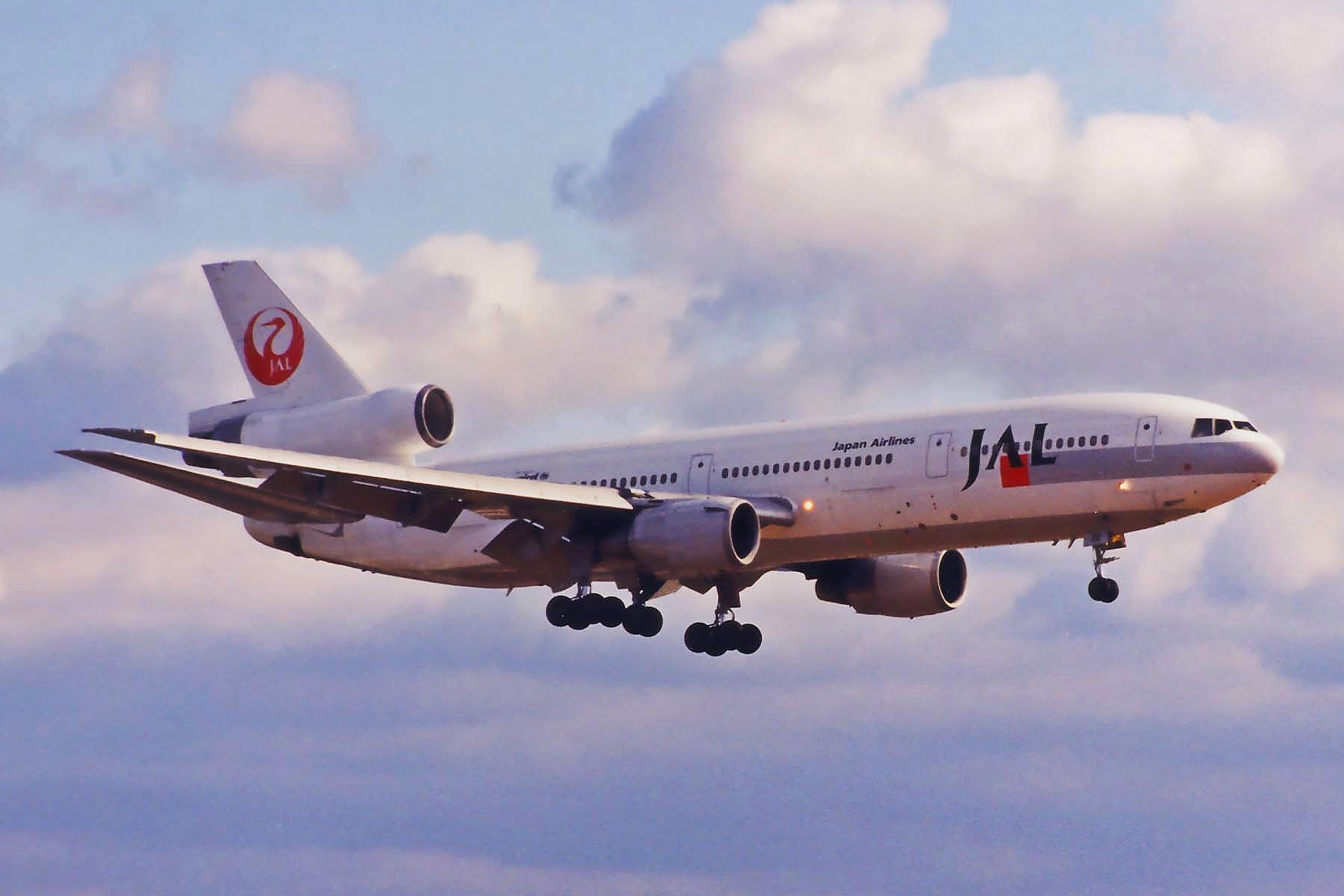
Un DC-10-40 de Japan Airlines.

Le DC-10-40 est une version équipée de moteurs Pratt & Whitney JT9D : des JT9D-20 de 220 kN (22 408 kgp, 49 400 livres de poussée) pour les appareils de Northwest Orient Airlines ou des JT9D-59A de 236 kN (24 041 kgp, 53 000 livres de poussée) pour ceux de Japan Airlines. Northwest Orient Airlines et Japan Airlines sont les seuls clients de la version -40 avec respectivement 22 et 20 appareils construits entre 1973 et 1986. Leur principal intérêt à cette version spécifique était d'avoir les mêmes moteurs que leurs Boeing 747. À l'extérieur, les versions -40 se distinguent des versions -30 par une légère bosse sur l'avant de la nacelle du moteur situé sur la queue.
Cette version devait s'appeler DC-10-20, avant d'être renommée DC-10-40 sur la demande de Northwest Orient Airlines qui souhaitait souligner qu'elle était supérieure à la version -30, grâce à ses moteurs plus puissants et sa masse maximale au décollage (MTOW) plus élevée. 

#### DC-10-50
Le DC-10-50 est une version proposée à British Airways et équipée de moteur Rolls-Royce RB211-524. Elle est abandonnée lorsque British Airways sélectionna le Lockheed L1011-500 TriStar.

### Projet MD-100
Dès 1981, McDonnell Douglas étudie la possibilité d'une nouvelle version du DC-10, afin de concurrencer Boeing et relancer l'attractivité du DC-10 dont l'image était entachée à la suite de plusieurs accidents, et ce malgré la confiance apportée par l’USAF avec une commande de 60 exemplaires du KC-10. Diverses expérimentations sont menées, afin notamment de déterminer l'apport de winglets sur les performances de l'avion. Cette nouvelle version, prévoyait également une configuration à deux pilotes, sans ingénieur de vol, grâce à un nouveau cockpit à affichage numérique.
Le projet est abandonné le 11 novembre 1983 sur décision de Sanford McDonnell (neveu du fondateur) qui était le président du groupe McDonnell Douglas. Il invoque la baisse croissante de commandes de la part des compagnies aériennes, et qu'il n'y avait aucun signe de reprise à court terme. La plupart des évolutions prévues furent néanmoins utilisées sur le McDonnell Douglas MD-11 et la conversion MD-10.

### Projet DX-C-200
Ce projet vise à réaliser un avion plus petit, reprenant la section de fuselage du DC-10, et biréacteur, pour obtenir un appareil de capacité moyenne (autour de 220 places en trois classes), de la même catégorie que les Airbus A310 et Boeing 767. Il est abandonné en 1978. 

### Conversion MD-10

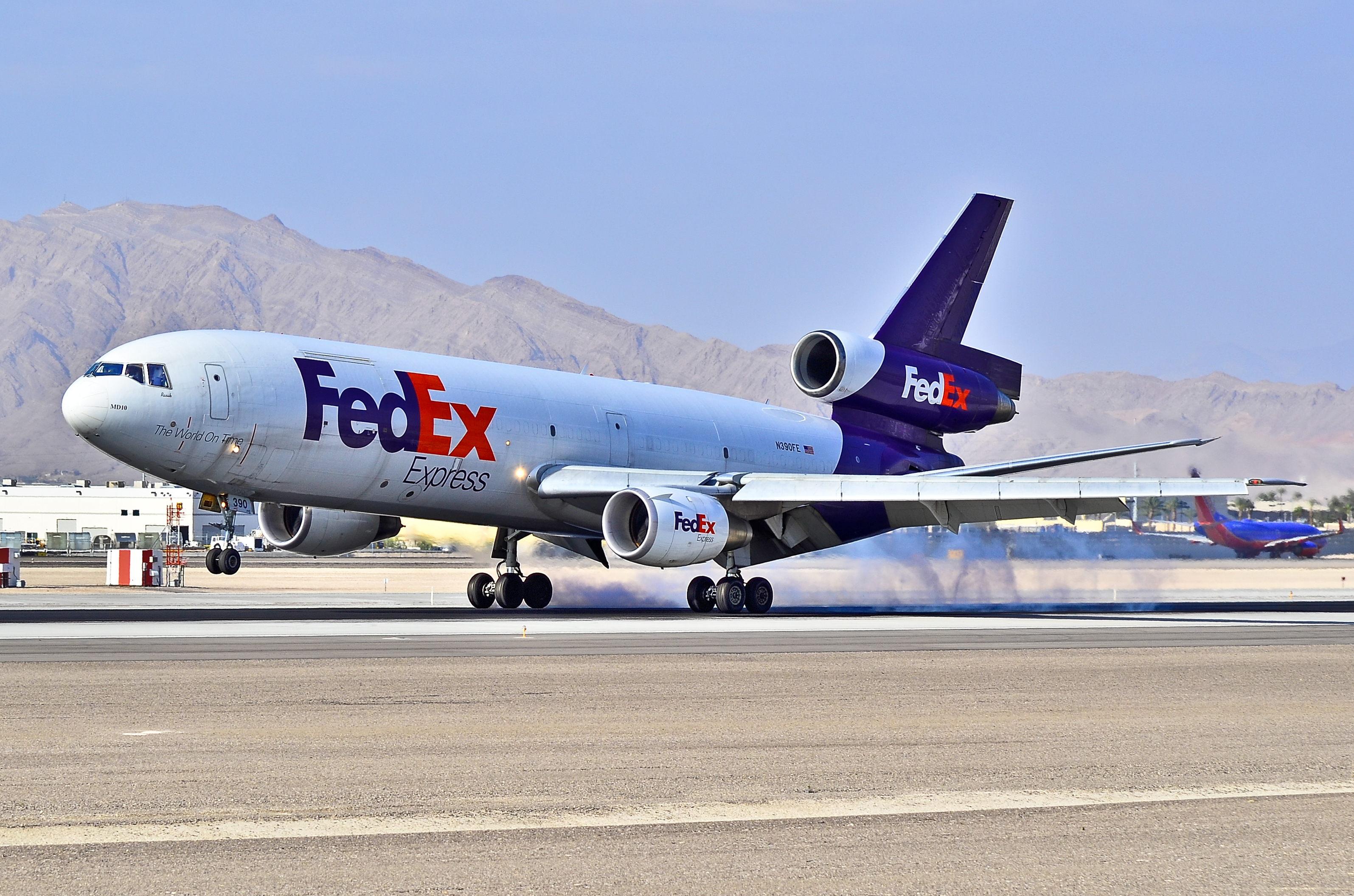
Un MD-10 de FedEx Express.

Le MD-10 est une conversion proposée pour les DC-10 existants. La mise à jour remplace le cockpit du DC-10 par un cockpit à l'avionique moderne (glass cockpit) qui permet l'économie d'un poste de mécanicien navigant. Cette nouvelle planche de bord, la même que celle des McDonnell Douglas MD-11, permet aux pilotes une certification commune sur les deux appareils. Le projet est lancé sous l'impulsion de FedEx Express qui souhaitait opérer les deux modèles, et notamment convertir des DC-10 d'occasion rachetés à diverses compagnies. 
Le programme démarre en 1996 à la suite d'une commande de 60 conversions par FedEx Express, plus tard augmentée à 70 unités plus 50 options. Le 1er appareil fut livré à FedEx Express le 9 mai 2000. En juillet 2021, seuls 13 (12 actifs + 1 stocké) MD-10-30F sont en ligne.

### Variantes tanker

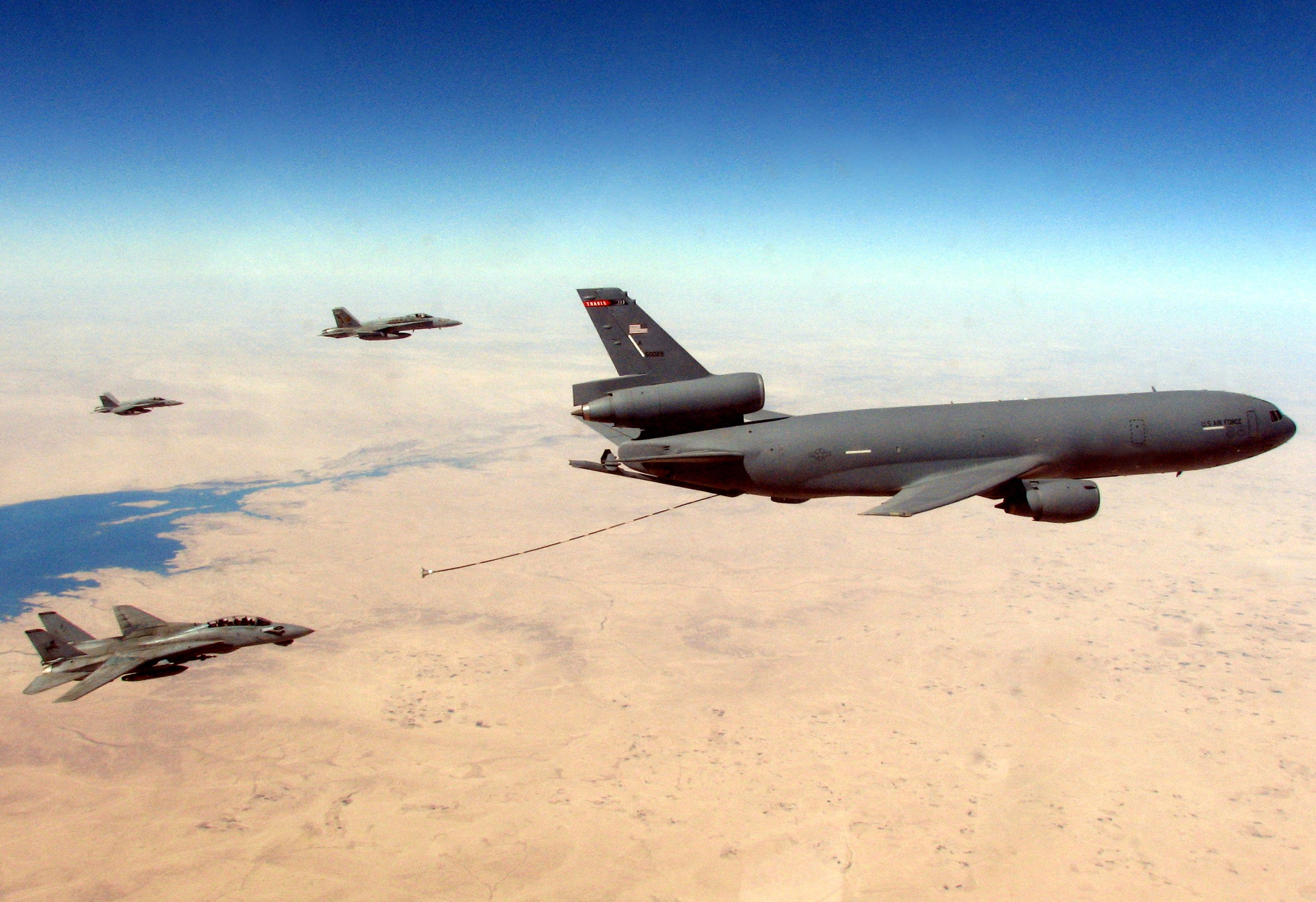
Un KC-10 Extender sur le point d'avitailler un F-14 et un F-18 en 2005, au dessus du Golfe Persique.

#### KC-10 Extender
Le KC-10 Extender est une version militaire du DC-10-30CF destinée à effectuer du ravitaillement en vol. 60 exemplaires sont livrés à l'United States Air Force entre 1981 et 1988.

#### KDC-10
Pour les articles homonymes, voir KDC.
Le KDC-10 est également un ravitailleur militaire, mais issu de la conversion d'un appareil civil aux spécifications du KC-10. Deux exemplaires furent convertis depuis des DC-10-30CF pour l'Armée de l'air royale néerlandaise. Deux autres KDC-10, des DC-10-40 modifiés, sont utilisés par les compagnies Omega Air et Global Air Tanker Service. Elles sont spécialisées dans le ravitaillement en vol et ces appareils sont immatriculés aux États-Unis.

#### DC-10 Air Tanker

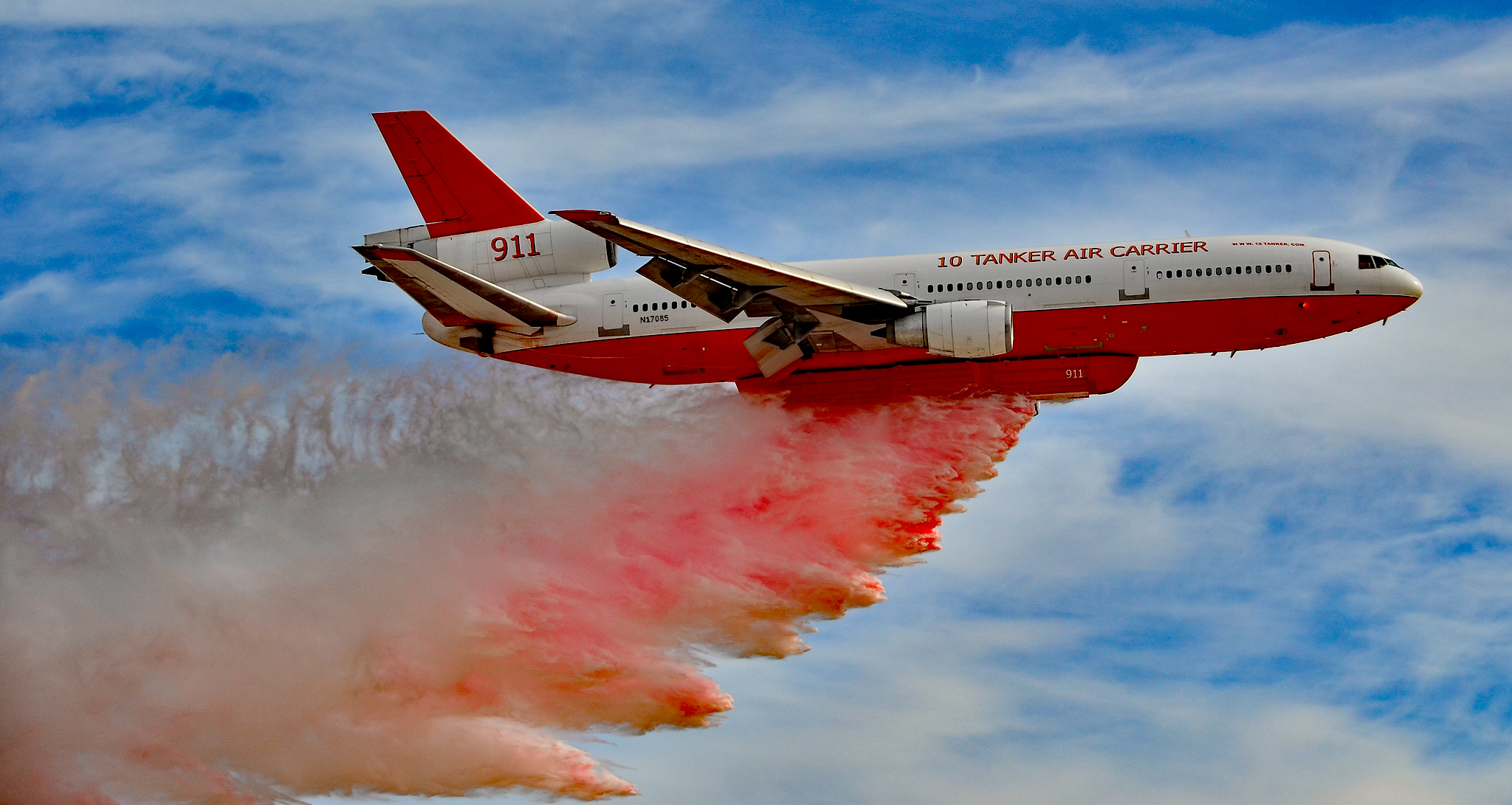
Un DC-10 Air Tanker en démonstration à Las Vegas, en novembre 2016.

Le DC-10 Air Tanker est une version civile bombardier d'eau. Quatre exemplaires furent fabriqués, l'un à partir de la conversion d'un DC-10-10 et les 3 autres depuis des DC-10-30. Sa mise en service eut lieu en 2006.

### Spécifications

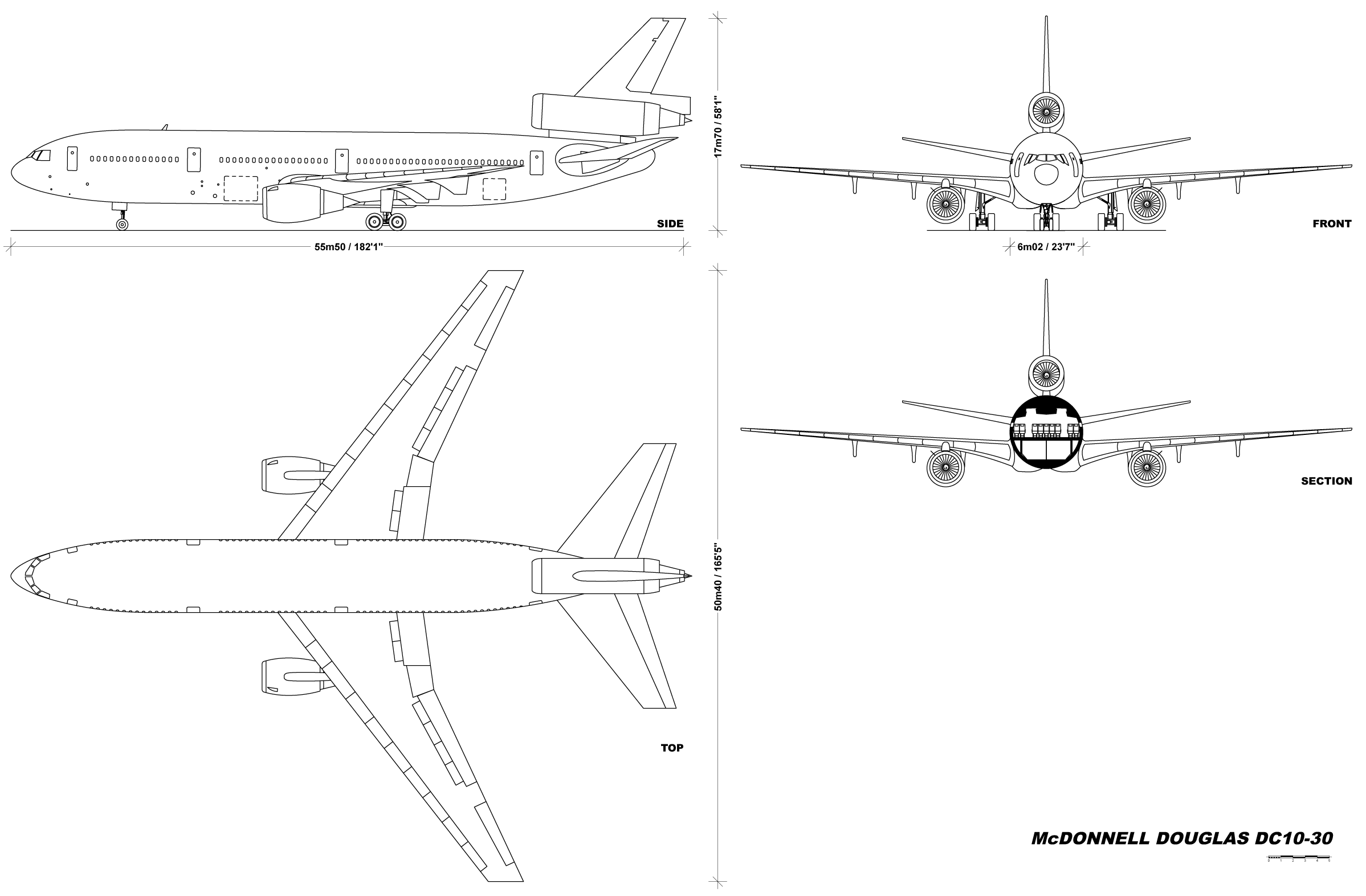
Un schéma technique de DC-10-30.

#### Cockpit
Le DC-10 nécessite une équipe de trois personnes dans le cockpit : un commandant de bord, un copilote et un officier mécanicien navigant. Ce dernier poste, qui disparaitra progressivement sur les nouveaux avions dans les années 1980, fut supprimé avec la mise à jour MD-10.
L'avionique de vol du DC-10 était conventionnelle pour l'époque, avec des radios, un interphone, un transpondeur, des aides à la radionavigation, des aides à l'atterrissage et un radar météorologique dans le nez de l'appareil. 

#### Cabine
Le DC-10 possède deux couloirs dans la cabine, avec une densité de 6 sièges par rangée en 1re classe et de huit sièges en économique. La capacité de l'appareil varie de 255 à 270 en configuration mixte, avec jusqu'à 380 sièges dans une configuration «toute économie». Jusqu'à neuf toilettes pouvaient être installées. Il y avait quatre portes de chaque côté du fuselage, toutes s'ouvrant vers l'intérieur et coulissant vers le haut. 

#### Tableau comparatif
| Version                     | DC-10-10                                                           | DC-10-30                                                           | DC-10-40                                                           |
| --------------------------- | ------------------------------------------------------------------ | ------------------------------------------------------------------ | ------------------------------------------------------------------ |
| Équipage du cockpit         | Trois : commandant de bord, copilote, officier mécanicien navigant | Trois : commandant de bord, copilote, officier mécanicien navigant | Trois : commandant de bord, copilote, officier mécanicien navigant |
| Capacité de passagers       | 270 en configuration standard, 380 au maximum                      | 270 en configuration standard, 380 au maximum                      | 270 en configuration standard, 380 au maximum                      |
| Capacité cargo              | 26 conteneurs LD3                                                  | 26 conteneurs LD3                                                  | 26 conteneurs LD3                                                  |
| Envergure                   | 47,35 m                                                            | 50,39 m                                                            | 50,39 m                                                            |
| Longueur                    | 55,55 m                                                            | 55,35 m                                                            | 55,54 m                                                            |
| Hauteur                     | 17,53 m                                                            | 17,55 m                                                            | 17,55 m                                                            |
| Surface alaire              | 330 m²                                                             | 338,8 m²                                                           | 338,8 m²                                                           |
| Largeur du fuselage         | 6,02 m à l'extérieur, 5,69 m à l'intérieur                         | 6,02 m à l'extérieur, 5,69 m à l'intérieur                         | 6,02 m à l'extérieur, 5,69 m à l'intérieur                         |
| Masse à vide                | 108 940 kg                                                         | 120 742 kg                                                         | 122 567 kg                                                         |
| Masse maximale au décollage | 195 045 kg                                                         | 251 744 kg                                                         | 251 744 kg                                                         |
| Charge utile maximale       | 43 014 kg                                                          | 46 180 kg                                                          | 44 356 kg                                                          |
| Carburant                   | 82 376 L                                                           | 137 509 L                                                          | 137 509 L                                                          |
| Moteurs                     | GE CF6-6D                                                          | GE CF6-50C                                                         | PW JT9D-59A                                                        |
| Poussée unitaire            | 177,92 kN                                                          | 226,85 kN                                                          | 235,74 kN                                                          |
| Vitesse de croisière        | 876 km/h (Mach 0,825)                                              | 876 km/h (Mach 0,825)                                              | 876 km/h (Mach 0,825)                                              |
| Distance franchissable      | 6 500 km                                                           | 9 600 km                                                           | 9 400 km                                                           |
| Distance de décollage       | 2 700 m                                                            | 3 200 m                                                            | 2 900 m                                                            |
| Plafond opérationnel        | 12 800 m                                                           | 12 800 m                                                           | 12 800 m                                                           |

## Opérateurs

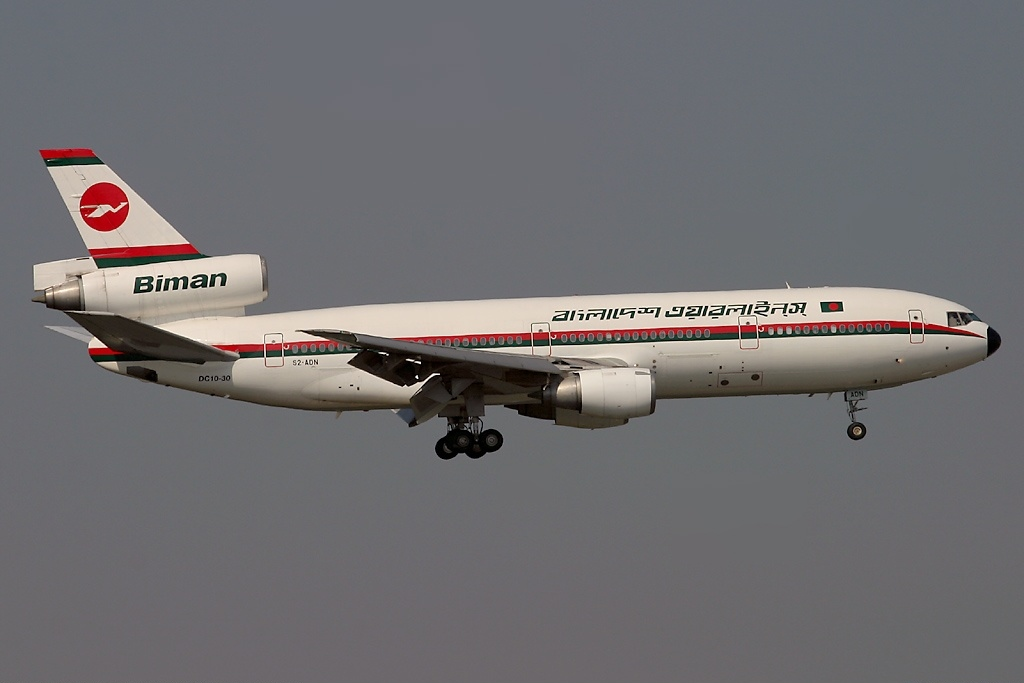
Un DC-10-30 de Biman Bangladesh Airlines.

Au cours de sa carrière, les plus gros opérateurs de DC-10 furent American Airlines, United Airlines, Continental Airlines and Northwest Airlines. American Airlines et United Airlines cessent d'utiliser le DC-10 à la fin des années 1990, Continental Airlines en octobre 2001 tandis que Northwest Airlines l'opère jusqu'en janvier 2007.
Le dernier vol passager régulier a lieu le 20 février 2014, un vol effectué par Biman Bangladesh Airlines entre Dhaka au Bangladesh et Birmingham au Royaume-Uni. En juillet 2019, il reste 31 DC-10 et MD-10 en service, 30 chez FedEx Express et un chez TAB Airlines. 
Hors compagnies aériennes, 59 unités du KC-10 sont toujours en opération au sein de l'United States Air Force et deux unités de KDC-10 au sein de l'Armée de l'air royale néerlandaise. L'U.S. Air Force prévoit d'utiliser ses appareils jusqu'en 2045. Il reste également 3 DC-10 Air Tanker en service.

## Accidents et incidents

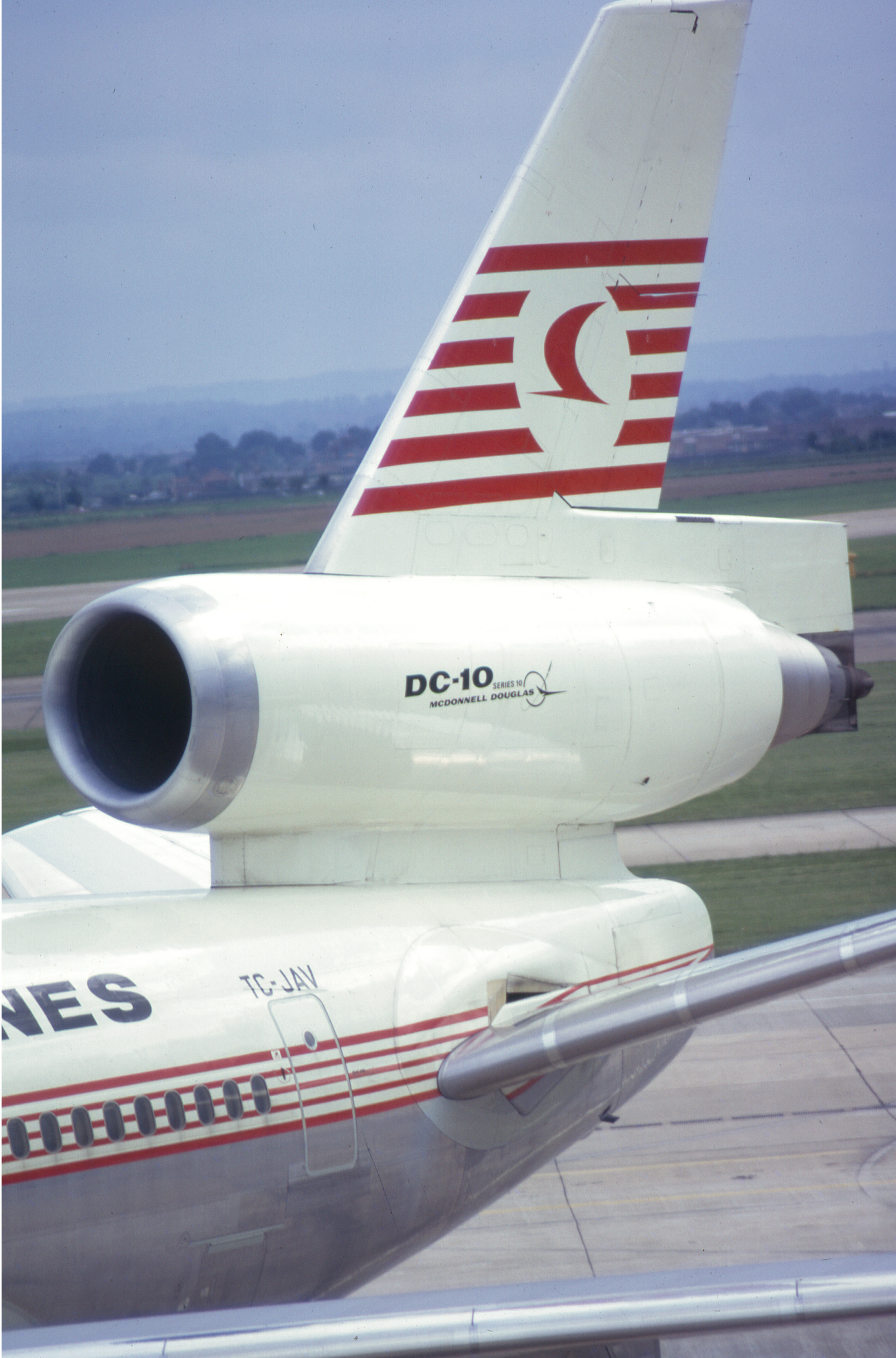
Photo de l'arrière du DC-10 qui sera impliqué dans le vol Turkish Airlines 981. La porte cargo qui s'est ouverte est partiellement visible au-dessus de l'aile, en dessous et en avant de la porte passager.

Une cinquantaine d'accidents ou d'incidents concerne des DC-10 au cours de leur carrière. La succession d'accidents meurtriers soulignant des défauts de conception valurent au DC-10 une réputation d'avion dangereux. Il fut fiabilisé au cours de sa carrière, avec finalement des statistiques d'accidents en phase avec les avions de son époque.
Quelques accidents majeurs impliquant des DC-10 : 
- Le 12 juin 1972, le vol American Airlines 96, subit une décompression explosive due à l'arrachage de la porte de la soute alors qu'il survole Windsor, en Ontario, au Canada. Bien que l'appareil soit sévèrement endommagé, l'équipage parvient à atterrir d'urgence à Détroit et toutes les personnes à bord sont évacuées avec succès. L'incident met en exergue un défaut critique sur les portes de soute du DC-10[25].

- Le 3 mars 1974, le vol Turkish Airlines 981, reliant l'aéroport de Paris-Orly à l'aéroport de Londres-Heathrow, s'écrase 9 minutes après son décollage d'Orly. L'appareil s'abime  dans la forêt d'Ermenonville. Le défaut de conception concernant la porte de soute des DC-10 est retenu comme la cause de cet accident,  similaire à celle du vol American Airlines 96 le 12 juin 1972, sans que toutes les recommandations du NTSB aient été appliquées. L'accident cause la mort des 346 occupants de l'appareil[26].

- Le 25 mai 1979, le vol American Airlines 191, reliant l'aéroport international O'Hare de Chicago à l'aéroport international de Los Angeles, s'écrase 31 secondes après son décollage de Chicago (Illinois, États-Unis), à la suite de la chute d'un moteur, tuant les 271 personnes à bord ainsi que deux personnes au sol. C'est à l’époque la pire catastrophe aérienne survenant aux États-Unis. L'enquête mettra en cause un défaut de maintenance de la part d'American Airlines. À la suite de cet accident et d'inspections révélant des faiblesses similaires sur d'autres DC-10, la Federal Aviation Administration bannira le DC-10 de l'espace aérien américain durant 37 jours[12].
- Le 19 juillet 1989, le vol United Airlines 232, reliant l'aéroport international Stapleton à l'aéroport international de Philadelphie, subit une défaillance d'un moteur avec projection de débris (panne non contenue). À mi-chemin de son parcours, le moteur central à l'arrière du DC-10 explose. L'explosion détruit les trois circuits hydrauliques de l'appareil. Les pilotes tentent un atterrissage d'urgence a l'aéroport de Sioux City, l'aile droite touche le sol, et l'avion se brise en trois tronçons, tuant 111 personnes.

- Le 19 septembre 1989, le Vol UTA 772, reliant l'N'Djaména au Tchad à l'aéroport de Paris-Charles-de-Gaulle, est victime d'un attentat à la bombe. L'avion explose au-dessus du désert du Ténéré au Niger, tuant sur le coup les 170 passagers et membres d'équipage.

- Le 25 juillet 2000, un DC-10 de Continental Airlines perd une lame métallique au décollage de l'aéroport de Paris-Charles-de-Gaulle, cause de l'éclatement du pneu puis de l' écrasement du Concorde opérant le Vol 4590 Air France. La lame métallique en cause est une pièce de remplacement non-approuvée par la Federal Aviation Administration[27].

## Appareils préservés

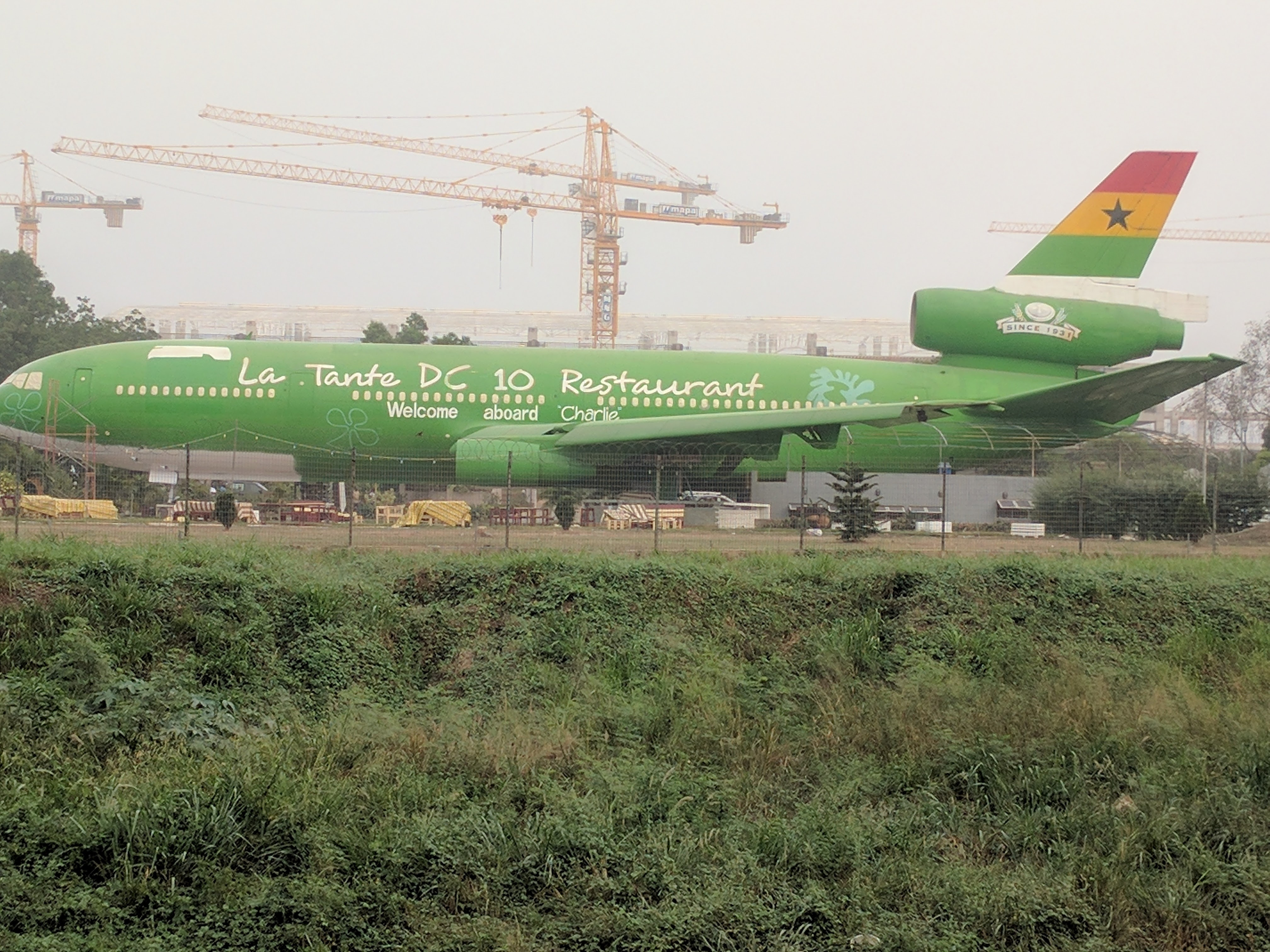
La Tante DC10 Restaurant à Accra au Ghana.

- DC-10-30 9G-ANB, issu de la flotte de Ghana Airways, est utilisé comme restaurant, sous le nom La Tante DC10 Restaurant à Accra au Ghana[28].

- DC-10-10 N220AU Flying Eye Hospital, autrefois détenu par Orbis International fut retiré du service en 2016 et exposé au Pima Air and Space Museum à Tucson, en Arizona (États-Unis)[29],[30].

### Développement lié
- McDonnell Douglas KC-10 Extender
- McDonnell Douglas MD-11

### Aéronefs comparables
- Lockheed L-1011
- Airbus A300
- Iliouchine Il-86